# Рух малих шкіл
Рух малих шкіл, також відомий як Ініціатива малих шкіл, що виник у США, стверджує, що багато шкіл є занадто великими і мають бути реорганізовані у менші, автономні заклади чисельністю не більше 400 учнів, оптимально не більше 200.

## Прихильники
Дебора Мейєр, старший дослідник Школи культури, освіти і людського розвитку Нью-Йоркського університету, стверджує, що мала школа дозволить всім вчителям збиратися за одним столом та створювати культуру спільного прийняття рішень. Це може стати головним компонентом школи, яка навчає дітей бути повноцінними учасниками демократичного суспільства на прикладі вчителів, які діють демократично. Пряма демократія більш приваблива для практичного застосування у малих школах.
Доктор Шаріф Шахрані (Sharif Shakrani), заступник директора Центру освітньої політики Мічиганського університету, стверджує, що останні дослідження довели, що учні малих шкіл мають кращу академічну успішність, краще відвідують заняття, почуваються безпечніше, відчувають менше поведінкових проблем та частіше беруть участь у позакласних заходах. Багато емпіричних досліджень документують, що учні малих державних та приватних шкіл мають вищий рівень досягнень, ніж у великих школах. Крім того, у малих школах трапляються менше випадків насильства і правопорушень, що приводить до кращих показників відвідуваності. 
На початку 2000-х років Фонд Білла та Мелінди Гейтс пожертвував понад 1 мільярд доларів задля поширення малих шкіл у Бостоні, Чикаго, Мілвокі та інших містах.

## Критика
На відміну від закордонних країн, де розвиток малих шкіл вбачають у поділі існуючих великих шкіл на менші, в Україні дискусія стосовно шкіл виникла через процеси децентралізації, що передбачають укрупнення, зокрема утворення опорних шкіл та ліквідацію малокомплектних закладів освіти у сільській місцевості.
Експерт з питань освіти Центрального офісу реформ при Мінрегіоні Сергій Дятленко стверджує, що у малокомплектній школі складніше виховати навички роботи в команді та соціалізації. Також, на його думку, у більших школах існує конкуренція й серед вчителів, що постійно стимулює їх до розвитку.
Заступник голови Житомирської обласної державної адміністрації Ярослав Лагута роз'яснює й економічні причини критики малих шкіл: у рік на навчання 1 учня малокомплектної школи витрачається понад 40 тисяч гривень, що є економічно невигідним та перевищує відповідні показники у більших школах. 

## Зовнішні посилання
http://smallschoolscoalition.com/ [Архівовано 7 серпня 2018 у Wayback Machine.]
https://en.wikipedia.org/wiki/Small_schools_movement [Архівовано 12 квітня 2019 у Wayback Machine.]